# Mrs Dalloway (film)
Pour le roman, voir Mrs Dalloway.
Pour plus de détails, voir Fiche technique et Distribution.
Mrs Dalloway est un film britannique, américain et néerlandais, adapté du roman Mrs Dalloway de Virginia Woolf, réalisé par Marleen Gorris, sorti en 1997.

## Synopsis
Mrs Dalloway se livre à une introspection profonde tout en se prêtant aux préparatifs d'une fête. De nombreuses émotions vont la traverser au fil de ses pensées.

## Fiche technique[1]
- Titre original : Mrs Dalloway
- Réalisation : Marleen Gorris
- Scénario : Eileen Atkins, adapté du roman Mrs Dalloway de Virginia Woolf
- Direction artistique : Nik Callan et Alison Wratten
- Musique : Ilona Sekacz
- Décors : Celestia Fox
- Photographie : Sue Gibson
- Montage : Michiel Reichwein
- Production : Stephen Bayly et Lisa Katselas Paré
  - Coproduction : Hans De Weers
  - production associée : Paul Frift
- Pays :  États-Unis /  Royaume-Uni /  Pays-Bas
- Genre : Drame et romance
- Durée : 97 minutes
- Dates de sortie :
  -  Allemagne : 4 septembre 1997 (première)
  -  Royaume-Uni : 6 mars 1998
  -  Pays-Bas : 24 septembre 1998
  -  États-Unis : 20 février 1998
  -  France : 25 août 2004[2]

## Distribution
| - Vanessa Redgrave : Mrs Clarissa Dalloway - Natascha McElhone : Clarissa jeune - Michael Kitchen : Peter Walsh - Alan Cox : Peter jeune - Sarah Badel : Lady Rosseter - Lena Headey : Sally jeune - John Standing : Richard Dalloway - Robert Portal : Richard jeune - Oliver Ford Davies : Hugh Whitbread - Hal Cruttenden : Hugh jeune - Rupert Graves : Septimus Warren Smith - Amelia Bullmore : Rezia Warren Smith - Margaret Tyzack : Lady Bruton - Robert Hardy : Sir William Bradshaw - Richenda Carey : Lady Bradshaw - Katie Carr : Elizabeth Dalloway - Selina Cadell : Miss Kilman - Amanda Drew : Lucy - Phyllis Calvert : Tante Helena - John Franklyn-Robbins : Lionel, Clarissa's Father - Alistair Petrie : Herbert | - Rupert Baker : Joseph Breitkopf - Janet Henfrey : Miss Pym - Polly Pritchett : infirmière - Jane Whittenshaw : 1st Woman by Lake - Susie Fairfax : 2nd Woman by Lake - Richard Bradshaw : Evans - Hilda Braid : femme assise - Derek Smee : homme assis - Fanny Carby : Chanteur - Denis Lill : Doctor Holmes - Richard Stirling : Réceptionniste - Neville Phillips : Mr. Wilkins - Peter Cellier : Lord Lezham - Kate Binchy : Ellie Henderson - Edward Jewesbury : Professeur Brierly - Jack Galloway : Sir Harry Audley - Tony Steedmann : Premier Ministre - Faith Brook : Lady Bexborough - Nancy Nevinson : Mrs Hilberry - Christopher Staines : Willie |